# Eduard Hartmann (politik)
Eduard Hartmann (7. září 1826 Praha – 2. června 1886 Liberec) byl rakouský soudce a politik německé národnosti z Čech, poslanec Českého zemského sněmu.

## Biografie
Absolvoval práva. Od roku 1851 byl právním praktikantem u okresního soudu v Praze na Starém Městě. Později působil jako auskultant na krajském soudu v Mostě, na vrchním zemském soudu v Praze a na okresním soudu Praha-Nové Město. Potom nastoupil jako soudní adjunkt ke komitátnímu soudu v uherské Levoči, byl i sekretářem rady v Prešově. Od září roku 1860 působil v Liberci. Od roku 1865 byl radou tamního okresního soudu, od roku 1873 radou krajského soudu v Liberci. V letech 1879–1886 byl prezidentem krajského soudu v Liberci. Od roku 1870 do roku 1883 zasedal v libereckém obecním zastupitelstvu. Celkem strávil v soudní službě 35 let.
V 70. letech se zapojil i do vysoké politiky. V zemských volbách v roce 1878 byl zvolen na Český zemský sněm, kde zastupoval kurii městskou, obvod Liberec. Uvádí se jako kandidát německých liberálů (tzv. Ústavní strana, liberálně a centralisticky orientovaná, odmítající federalistické aspirace neněmeckých etnik). Rezignoval roku 1880. Roku 1880 ho nahradil Heinrich Wilhelm Jakowitz.
Zemřel v červnu 1886 po dlouhé nemoci ve věku 59 let.